# Floribella (telenovela portuguesa)
Floribella é uma telenovela portuguesa para o público infantil emitida pela SIC entre 2006 e 2008. Produção própria do canal, trata-se de uma adaptação da novela argentina Floricienta, escrita por Cris Morena e exibida em mais de 60 países.
A série teve grande sucesso em Portugal, consagrando a carreira de Luciana Abreu. Contou com vários espetáculos ao vivo e concertos pelo país, bem como vendas de revistas, perfumes, vestuário, CDs e demais produtos de merchandising. Um videojogo, Floribella, foi lançado em finais de 2007.
O último episódio foi transmitido a 1 de fevereiro de 2008.

## Enredo

### 1ª Temporada
Ana Flor Valente é a Cinderela da história, tem uma madrasta (Magda Rebello de Andrade) e duas meias-irmãs (Delfina e Sofia), embora Sofia seja tão boazinha quanto Flor. Flor só sabe deste pequeno pormenor no final da 1ª temporada, pois segundo o testamento do pai, Flor pode reclamar 50% da herança para si, mas se não o fizer em menos de um ano, perderá o direito a fortuna. Como Flor não sabe que é meia-irmã de Sofia e Delfina, não liga nada as pequenas pistas que lhe vão dando ao longo de cada episódio. Flor, no início da história, vai ser a vocalista de uma banda, com os seus amigos, Bata, Flip, Clara e Xana (mais tarde entraram dois novos inquilinos). A banda passou por uma pequena crise musical, pois a sua vocalista e manager deixaram a banda. Flor, que sempre sonhou ser vocalista, agarra a oportunidade e é aqui que começa a história.
A família Rebello de Andrade é uma família muito rica, possuidora de quintas no Algarve (não se pode dizer se têm outros negócios, pois outros não foram mencionados). Magda e Delfina Rabelo de Andrade são as bruxas e conheceram o Príncipe da história (Frederico Fritzenwalden) na Alemanha, onde Delfina se tornou sua noiva. Com a morte do pai de Delfina, Magda fica viúva mas as coisas não correm como queria: há um testamento onde é afirmado que a bastarda pode reclamar 50% da herança, mas tem de fazer isso antes de se completarem 12 meses após a morte do ex-marido da Magda. Magda e Delfina decidem então, impedir a todo o custo que Flor reclame a fortuna. A meio da história, Sofia, a irmã ingénua vai começar a investigar e descobrir acidentalmente que Flor é sua irmã.
Bom, já falamos dos vilões e da heroína, agora falemos da família real, que é na verdade um clã alemão multimilionário: a família Fritzenwalden. O pai dos irmãos Fritzenwalden fez fortuna no ramo do negócio da engenharia, mais tarde casou e teve 6 filhos: Frederico, Henrique e o seu irmão gémeo Afonso, Maria, o problemático Martim e Tomás. Um acidente de aviação resultou a morte do patriarca do clã e Frederico, como irmão mais velho, ficou no comando. Os negócios tiram-lhe a juventude e tornou-se frio.
Com a chegada de Flor a mansão, isso muda. Os dois se apaixonam, mas Delfina vai fazer tudo para impedir que o seu amor seja revelado: num episódio haverá um baile, em que os pequeninos vão fazer Delfina e Flor vestirem um vestido de Princesa igual. Delfina vai-se embora, Flor chega e Frederico confunde-a com Delfina. Flor vai-se embora deixando ficar para trás um pequeno sapato (como na Cinderela). Quando Delfina descobrir isto, Frederico andara com o sapato do baile a espera que a sua Princesa apareça e inventa a história de estar grávida. Delfina e Frederico marcam o  casamento, mas os pequeninos fazem peripécias que fazem as duas primeiras vezes falharem. Entretanto, Delfina inventa que tem uma doença terminal, para que Frederico não a deixe. Este decide então casar com ela para satisfazer esse desejo, uma vez que 8supostamente) dentro de pouco tempo ela vai morrer. Mas antes, Frederico "casa-se" com Flor por amor, numa cerimónia íntima e particular. No fim, Delfina casa-se com Frederico, mas apenos pelo civil, porque na igreja Frederico recusa publicamente casar-se com ela.
Entretanto, ainda há muitos pormenores por contar. Como por exemplo, Rosa foi era uma menina orfã que estava a dormir na rua quando Flor a viu. Esta levou-a para casa e, mais tarde, Frederico assume todas as responsabilidades em relação à menina, e faz questão de a tratar como sua irmã. Enetretanto, Afonso apaixona-se intensamente por Flor e o desgosto dele ao saber que Flor não sente o mesmo por ele, leva-o a cometer um erro que lhe podia ter custado a vida. A ele e a Flor. Felizmente (no dia da 1º tentativa de casamento de Delfina e Frederico), este salva-os de um terrível incêndio, e Flor fica em coma durante algum tempo. Para além de Afonso, também Gustavo e Gabriel se rendem aos seus encantos. O primeiro, é casado e a sua mulher esta grávida, o que Flor vem a saber mais tarde com a ajuda de Frederico. Gabriel, é o último homem da primeira temporada. Estes conhecem-se desde pequenos e quando se reecontram, Gabriel reacende o amor que sentia por ela. Pede-lhe em casamento e esta aceita, apesar de não estar certa quanto a essa decisão. Mas no fim, o próprio Gabriel apercebe-se que Flor está demasiado apaixonada por Frederico para poderem casar-se e acaba aqui a jornada "Gabriel". Afonso apaixona-se entretanto por uma tia que enviuvou há pouco tempo, mais velha que ele. E apesar de ela também gostar dele, há muitos factos obscuros na vida de Amélia (nome da tia) que os impedem de ser felizes juntos. Entretanto, a banda de Flor (Floribella e os seus amigos)grava um CD que é um sucesso. Maria e Sebastião (o melhor amigo de Frederico, irmão de Dinis e advogado de família) vão-se apaixonar, mas Frederico não vai permitir isso. Já nos últimos episódios Maria vai para Londres estudar música, acabando assim por não aparecer na 2º Temporada da Floribella. Outra personagem muito importante que nos deixa na 1º temporada, é Sofia. Quando numa conversa descobre que Magda e Delfina não gostam dela e estragaram a vida a Flor, viaja para o Brasil, com esperanças de ser mais feliz lá. Flor vai descobrir quem é o seu pai.
Nos últimos episódios, Frederico morre para salvar heroicamente Máximo, um conde que está habituado a uma vida de luxo e adora mulheres bonitas. O Conde torna-se amigo de Lourenço, disfarçado de coronel. No último episódio, Frederico recebeu autorização para descer a terra e obrigar o Conde Máximo a assinar um documento que o obrigue a ficar no comando do clã.

### 2ª Temporada
Depois da morte de Frederico Fritzenwalden, a mansão ficou um caos. Delfina Rebello de Andrade Fritzenwalden, conseguiu, por via judicial, que o casamento dela e de Frederico, não fosse anulado, sendo assim a legítima esposa e tutora das crianças e tornando a mansão Fritzenwalden num local impossível de se viver.
Conde Máximo Augusto Caldeiron de La Hoya, é um Príncipe e herdeiro legítimo ao torno de Krikoragan, porque o actual Rei não tem filhos e quer deixar descendentes. Quando Magda e Delfina descobrirem isto, esquecem rapidamente as fortunas Fritzenwalden e Rebello de Andrade e sonham com outra coisa, serem Rainha e Mãe Real. Para isto, Delfina deve casar com Máximo, cujo coração foi roubado por Flor, que o rejeita constantemente. A trama prossegue a medida que novos personagens aparecem, Olívia, prima alemã dos Fritzenwalden que já tem noivo mas é apaixonada por Afonso, o Rei de Krikorágan, mãe de Máximo e no fim Antoine, o antigo cozinheiro dos Fritzenwalden.
A mãe de Máximo chega e fica doente, o que faz Máximo jurar para o Céu que se pouparem a sua mãe, cumprirá todos os desejos de Delfina. Como a mãe de Máximo sobrevive, Máximo cumpre a sua parte do acordo e jura a Delfina que vai tornar realidade todos os seus desejos. Obviamente, Delfina faz de anjo e não aceita isso, mas na verdade ela já se imagina Princesa, Rainha, possuir jóias, terras, castelos e muito mais.
Lourenço Moura apaixonou-se perdidamente por Flor, fazendo-o esquecer os seus malvados planos, mas Flor acha-o como um amigo. Acho que temos um vilão prestes a tornar-se um herói. Infelizmente, quando Delfina descobrir a paixão de Lourenço, vai deixá-lo e concentra-se em tornar-se Princesa, o que não vai ser muito difícil. Há ainda outros pormenores, como o primo de Máximo, Segundo, que se vai apaixonar por Flor e inclusive pedi-la em casamento. Afonso vai descobrir que foi adoptado e que o verdadeiro irmão gemeo de Henrique é Manuel, uma personagem que surgirá ao decorrer da novela.
Entre muitas peripécias, muitas lágrimas e alguns sorrisos também, Flor e Máximo acabam juntos… Depois de fazer um teste de gravidez, Flor deixa Máximo sem palavras porque vai ter um "mini-condorzinho", aliás, dois porque ela está grávida de gémeos. As bruxas vão presas, apesar de Delfina se arrepender de todo o mal que causou, tanto a Frederico como a Flor e Máximo, e após casarem-se são nomeados Reis de Kricoragán. Adoptam Rosa, Tomás e Martim. Mas Flor nunca esquece Frederico Fritzenwalden, o primeiro grande amor de Flor, que após se casar e ter gémeos, passa-o a recordar com um grande sorriso nos lábios. É importante referir também que um pouco do espírito de Frederico passou a fazer parte de Máximo, e essa parte do espírito é o que faz Máximo aprender a amar de verdade. 
O amor vence no final, e todos são felizes, desde os membros da banda, aos Fritzenwalden, passando por Maria e Sebastião (que se supõe serem felizes juntos, pois num dos episódios da 1º temporada, Frederico dá "licença" para que os dois namorem) e Frederico, que está lá em cima junto com os seus pais e mais feliz do que nunca.
Flor vive a sua 2º oportunidade de ser feliz  e todas as personagens da novela são felizes para sempre.

## Elenco

### 1.ª Temporada
| Ator/Atriz    | Personagem                                            |
| ------------- | ----------------------------------------------------- |
| Luciana Abreu | Ana Flor Valente Rebelo de Andrade                    |
| Diogo Amaral  | Frederico Fritzenwalden                               |
| Susana Mendes | Delfina Torres Rebello de Andrade Moura Fritzenwalden |

### 2.ª Temporada
| Ator/Atriz      | Personagem                                            |
| --------------- | ----------------------------------------------------- |
| Luciana Abreu   | Ana Flor Valente Rebelo de Andrade                    |
| Ricardo Pereira | Máximo Augusto Caldeiron de La Hoya                   |
| Susana Mendes   | Delfina Torres Rebello de Andrade Moura Fritzenwalden |

#### Elenco Secundário
- Adelaide João - Frida
- Adelaide Sousa
- Adérito Lopes - Xavier (Assistente Social)
- Alberto Quaresma - Director do Hospital
- Alda Gomes - Linda
- Amélia Videira - Freira
- Ana Bastos - Sandra
- Ana Brito e Cunha - Juiz
- Ana Catarina Afonso - Enfermeira Graça
- Ana Cloe - Alexandra "Xana" Gomes
- Ana Marta Contente - Lúcia
- Ana Marta Ferreira - Luz Miranda
- Ana Maria Lucas
- Anna Paula (†) - Isilda Rebello de Andrade
- André Maia - Rick
- António Cid - Vizinho
- António Lima - Júlio Martins
- António Montez (†) - Dr. Mário Dias
- Augusto Portela - Dr. Sampaio
- Beatriz Leonardo - Cátia
- Bernardo Chambel - rapaz de rua
- Bruno Ambrósio
- Bruno Páscoa - Lucas
- Bruno Simões - Gaston
- Cândido Ferreira - Juiz
- Carla Matadinho - Professora de Mergulho
- Carla Vasconcelos - Empregada
- Carla Salgueiro - Lurdes
- Carolina Castelinho - Mónica
- Carlos Oliveira - Gonçalo
- Carlos Rodrigues (ator) - Farmer
- Carlos Sebastião - João
- Celina Pereira - Angelina (†)
- Cláudia Jardim - Prisioneira
- Cleia Almeida - Empregada Temporária
- Crista Alfaiate - Martinha
- Cristina Cavalinhos - Helga Schneider
- Cristovão Campos - Banzo
- Custódia Gallego - Cristina "Tita" Seixas
- Dânia Neto - Nádia
- David Henriques - Jonas
- Delfina Cruz - Miriam
- Diogo Martins - Martim Fritzenwalden
- Diogo Morgado - Dinis Mendonça
- Diogo Sabino
- Eduardo Viana - Dr. Venâncio Gois
- Elisa Lisboa - Cacá
- Elsa Galvão - Nicole Pereira
- Fernando Gomes - Firmino
- Fernando Ferrão - Pai de Carmo
- Figueira Cid
- Filipe Carvalho - Miguel
- Filipe Crawford - Dr. Saraiva
- Gonçalo Portela - Cláudio
- Guilherme Peralta
- Gustavo Santos - Pedro Forte
- Heitor Lourenço - Wolfgang
- Helena Rocha
- Hugo Betterncourt - Marco
- Hugo Franco - Orlando
- Hugo Sequeira - Sebastião Mendonça
- Ian Velloza - Mika
- Igor Sampaio - Nascimento
- Inês Vaz - Eugénia
- Io Apolloni - Condessa
- Iris Ferreira - irmã de Marina
- Isabel Almeida - Freira
- João Baptista - Gabriel Antunes
- João Bernardes - Paulo
- João Cabral - Alonso Juan
- João de Carvalho - Óscar
- João Didelet - Pascoal
- João Loy - Leopoldo
- João Maria Pinto - Parcela
- João Rosa - Bruno
- João Vaz - Gerente do Hotel
- Joana Anes - Marina
- Joana Costa - Letícia
- Joana Cotrim - Jennifer
- Joana Seixas - Marlene
- Joaquim Nicolau - Produtor
- Joel Branco - Dono do Cabaret
- Jorge Corrula - Lourenço Moura
- Jorge Henriques - Marques
- Jorge Kapinha - Jornalista
- Jorge Mourato - Cliente
- Jorge Nery - Juiz
- Jorge Sequerra (†) - Osório
- José Afonso Pimentel - Afonso Fritzenwalden
- José Boavida (†) - Instrutor 1
- José Meireles - Francisco
- José Neves - Médico
- Juan Soutullo - Corredor
- Licínio França - Dono da Mercearia
- Liliana Santos - Luciana
- Linda Silva (†) - Mitó
- Lourenço Henriques - Carlos Camacho
- Lucinda Loureiro - Vizinha
- Luís Mascaranhas - Vítor Antunes
- Luís Zagallo (†) - José Saldanha
- Luísa Ortigoso - Violeta
- Madalena Brandão - Carlota Sotto
- Mafalda Lourenço - Anjinho
- Mafalda Pinto - Lúcia Ramalho
- Mafalda Vilhena - Magda Cristina Torres Rebello de Andrade
- Manuel Castro e Silva - Eduardo
- Manuel Lourenço - António Fritzenwalden
- Manuel Sá Pessoa - Bernardo
- Márcia Leal - Márcia
- Marco Medeiros - Filipe "Flip" Chaves
- Marco Paiva - Padre Arnaldo
- Maria d'Aires - Marisa
- Maria Emília Correia - Anna
- Maria João Falcão - Mafalda
- Maria Sampaio - Carla
- Mariana Pacheco - Zulmira Correia
- Marta Fernandes - Lola
- Maya Booth - Sofia Rebello de Andrade
- Miguel Dias - Antoine
- Miguel Melo - Arnaldo
- Miguel Romeira - Maximiliano "Maxi"
- Milton Lopes - Fernando
- Mónica Cunha - Leonor
- Natalina José - Senhoria
- Nelly Furtado - Nelly Furtado
- Nicolau Breyner (†) - Padre
- Nuno Graciano - Fidalgo
- Nuno Machado - Lenhador
- Nuno Pardal - Alexandre "Alex"
- Nuno Vinagre - Jerónimo
- Octávio de Matos (†) - Notário
- Patrícia André - Carolina
- Patrícia Bull - Amélia Fritzenwalden
- Patrícia Coriel - Filomena
- Patrícia Franco - Maria do Carmo "Bichinha" Torres
- Paula Guedes - Verónica
- Paula Lobo Antunes - Catherine
- Paula Marcelo - Beatriz Miranda
- Paulo Matos - Médico
- Paulo Patrício - Renato
- Paulo Pires - Deus
- Paulo Silva- Gustavo
- Pedro Giestas - Capitão
- Pedro Martins - Ezequiel
- Pepê Rapazote - Osvaldo
- Peter Michael - Dr. Cabral
- Raquel Guerra - Clara Miranda
- Raquel Henriques - Vanda
- Raquel Loureiro - Nobre
- Raquel Strada - Olivia Fritzenwalden
- Rita Egidío - Sílvia
- Rita Ferro Rodrigues - Apresentadora de Televisão
- Rita Palma - Laura
- Rita Ribeiro - Manuela Antunes
- Rita Ruaz
- Rita Salema - Ivone
- Rita Viegas - Dália
- Rodolfo Venâncio
- Rogério Jacques - Luís
- Rosa Villa - Teresa
- Rudy Rocha - Marcos
- Rui Luís Brás - Nuno de Sousa Martins (Realizador do anúncio de Magda)
- Rui Mello - Evaristo Dias/Fernando
- Rui Neto - Gil/Simão
- Rui Paulo - Raul Seixas
- Rui Pedro Cardoso - Bruno
- Rui Santos - Segundo
- Rui Unas - Mário Araújo
- Sandra B.
- São José Lapa - Isabel
- Sara Aleixo - Marisa
- Sérgio Grilo (†)
- Sérgio Praia - Pedro
- Sérgio Silva - Arménio
- Sílvia Marques - Dra. Patrícia
- Sinde Filipe - Jonas IV
- Sofia de Portugal - Amália Costa
- Sofia Póvoas - Mãe
- Sónia Hermida - Benita
- Teresa Guilherme - Margarida Valente
- Teresa Madruga - Rosário Fritzenwalden
- Teresa Tavares - Carmo
- Tiago Aldeia - Rúben
- Tiago Barroso - Henrique/Manuel Fritzenwalden
- Tiago Retré - Mota
- Tomás Alves - Filipe
- Vanessa Henriques - Mónica
- Vítor de Sousa - Barão Franz Meyertropp
- Yolanda Noivo - Sónia

## Ficha técnica

### Adaptação e guião
- João Matos
- Raquel Palermo
- Vera Sacramento

### Produtora
- Teresa Guilherme
- Cris Morena

### Realização
- Atílio Riccó
- Rodrigo Riccó
- Paulo Rosa
- Alceu Vasconcelos

## Produção

### Gravações
As gravações de Floribella chegaram ao fim a 30 de outubro de 2007, tendo os atores participado num jantar de despedida a 31 de outubro.

### Episódios
A primeira temporada da novela tem 280 episódios de produção e 283 episódios de exibição. Já a segunda temporada, tem 178 episódios de produção e 207 episódios de exibição. No total, tem 458 episódios de produção e 490 episódios de exibição.

## Emissões
- Além de na sua transmissão original dar várias vezes ao dia, Floribella começou a repetir a sua 1.ª temporada em 2008, às 7h da manhã, na SIC.
- Foi exibida praticamente em simultâneo com a SIC Internacional. Contudo, em 2011, a SIC Internacional reapresentou a 2.ª temporada da novela de manhã.
- A 1.ª temporada da novela foi reemitida em 2009 e 2010 no canal SIC K, fazendo parte da sua grelha de estreia.
- As duas temporadas foram repostas entre 2010 e 2012 na RTP África.
- A 2.ª temporada foi reposta na SIC ao fim-de-semana de manhã entre 2011 e 2012.
- No canal de cabo Disney Channel, foi emitida a 1.ª temporada da novela de 2007 a 2009, tendo repetido na íntegra duas vezes seguidas. Terminou no dia 24 de Agosto de 2009.
- No dia 1 de Maio de 2023, a 1.ª temporada voltou ao ar na SIC K, a 2ª temporada estreou a 26 de março de 2024 e terminou a 5 de setembro.
- A 31 de março de 2025 estreou no canal de reposições SIC Novelas.

### Transmissão na OPTO
Com o lançamento da OPTO, a plataforma de streaming da SIC, a 24 de novembro de 2020, a novela foi disponibilizada com os seus 458 episódios de produção. Posteriormente, estreou a 14 de março de 2023 num canal FAST inserido na OPTO, a SIC Novelas, onde foi exibida até 30 de setembro de 2024, tendo então sido interrompida, numa altura em que a SIC Novelas deixou de ser um canal FAST para passar a estar disponível apenas em plataforma de TV por subscrição. Durante a sua exibição no canal FAST foi exibida na íntegra, nas suas duas temporadas, e aquando do fecho do canal FAST estava já a repetir pela segunda vez a primeira temporada.

## Temporadas
| Resumo | Resumo | Episódios | Originalmente exibido | Originalmente exibido  |
| Resumo | Resumo | Episódios | Estreia da temporada  | Final da temporada     |
| ------ | ------ | --------- | --------------------- | ---------------------- |
|        | 1      | 283       | 31 de março de 2006   | 10 de março de 2007    |
|        | 2      | 207       | 20 de abril de 2007   | 30 de novembro de 2007 |
|        | 2      | 207       | 6 de dezembro de 2007 | 1 de fevereiro de 2008 |

## Audiências
| Temporada | Horário de exibição                         | Episódios | Episódio de estreia   | Episódio de estreia | Episódio de estreia | Episódio de encerramento | Episódio de encerramento | Episódio de encerramento | Audiência média (%)                      |
| Temporada | Horário de exibição                         | Episódios | Data                  | Audiência (%)       | Share (%)           | Data                     | Audiência (%)            | Share (%)                | Audiência média (%)                      |
| --------- | ------------------------------------------- | --------- | --------------------- | ------------------- | ------------------- | ------------------------ | ------------------------ | ------------------------ | ---------------------------------------- |
| 1         |                                             | 279       | 31 de março de 2006   | 11,3%               | 27,4%               | 10 de março de 2007      | 13,4%                    | 34,9%                    | 11,2% (28,5% de share)                   |
| 2         | Segunda a Sexta às 18:30 h (1-140 episódio) | 140       | 20 de abril de 2007   | 7,4%                | 26,8%               | 30 de novembro de 2007   | n/a                      | n/a                      | 4.2% de audiência média e 20.3% de share |
| 2         | Segunda a sexta às 9:30 h (141-)            | 40        | 6 de dezembro de 2007 | n/a                 | n/a                 | 1 de fevereiro de 2008   | 1,5%                     | 29,5%                    | 1,3% (21,3% de share)                    |

O primeiro episódio de Floribella atingiu um dos melhores resultados de estreias de telenovelas da SIC, com 11,3% de audiência e 27,4% de share. A sua maior audiência foi atingida no dia 18 de agosto de 2006, quando registou 14,9% de audiência e 38,1% de share. O desfecho da 1.ª temporada atingiu 13,4% de audiência e 34,9% de share. A 1.ª temporada de Floribella teve média final de 11,2% de audiência média e 28,5% de share.
O primeiro episódio da 2.ª temporada de Floribella atingiu 7,4% de audiência média 26,8% de share. A sua maior audiência foi atingida no dia 14 de junho de 2007, quando registou 7,8% de audiência e 27,1% de share. A 1ª parte da 2ª temporada de Floribella teve média final de 4,2% de audiência média e 20,3% de share. Diferente da temporada anterior, essa temporada terminou com audiências baixas.

## Banda sonora original
Lançado no dia 19 de Junho de 2006, na loja FNAC do Centro Comercial Colombo, a sessão de autógrafos foi um caos, devido ao excesso de fãs concentrados no mesmo local e na fila que deu a volta ao centro comercial.[carece de fontes?] O CD da primeira temporada atingiu a décima platina.

### CD - 1.ª Temporada
- Floribella (Floricienta) - Luciana Abreu
- Quando Eu Te Vejo (Porqué) - Luciana Abreu
- Tic Tac (Tic Tac) - Luciana Abreu
- Pobres dos Ricos (Pobre los Ricos) - Luciana Abreu
- Assim Será (Así Será) - Luciana Abreu
- Primeiro Encontro (Primeiro Encontro) - Luciana Abreu
- Miau Miau (Kikiriki) - Miguel Dias
- Vestido Azul (Mi Vestido Azul) - Luciana Abreu
- Olhos P'ra Mim - (Você Vai Me Querer) - Vanessa
- Sem Ti - (Ven a Mí) - Pedro Bargado e Luciana Abreu
- Um Novo Dia - (Los Niños no Mueren) - Luciana Abreu
- Anda Comigo - (Chaval Chulito) - Luciana Abreu
- Faixa Bónus Multimédia Floribella (genérico da novela)

### O Melhor Natal
O CD de Natal, O Melhor Natal, para comemorar a época festiva, foi dupla platina. O CD inclui músicas remixadas com efeitos de Natal, músicas de Natal, e músicas inéditas como «Tu» e «No Meu Mundo», duas músicas lentas que obtiveram muito sucesso. A música «Boa Noite», ganhou um teaser que foi para o ar todos os episódios da primeira temporada, para mandar deitar as crianças que viam a telenovela infantil.
- Chegou o Natal (Navidad) - Luciana Abreu
- Tic Tac (Tic Tac) - Versão de Natal - Luciana Abreu
- No Meu Mundo (Princesa de la Terraza) - Luciana Abreu
- Olá 2007 (Año Nuevo) - Luciana Abreu
- Flor (Floricienta) - Versão de Natal - Luciana Abreu
- Boa Noite (Hay un Angel) - Luciana Abreu
- Um Novo Dia (Los Niños no Mueren) - Versão de Natal - Luciana Abreu
- Tu (Tú) - Miguel Dias
- Assim Será (Y Asi Sera) - Versão de Natal - Luciana Abreu

### CD - 2.ª Temporada
O CD de «Floribella II», até agora atingiu a tripla platina. A primeira platina foi atingida em quinze horas. Conclui-se que, apesar das (muito) baixas audiências desta segunda temporada da Floribella, os CDs continuam com o mesmo sucesso desde a sua primeira temporada.
- Corações ao Vento (Corazones al Viento) - Luciana Abreu
- Desde que Te Vi (Desde que Te Vi) - Luciana Abreu
- Vem Dançar (A Bailar) - Marco Medeiros e Luciana Abreu
- Há uma Lenda (Hay un Cuento) - Luciana Abreu
- Coisas que Odeio em Ti (Cosas que Ódio de Vos) - Luciana Abreu
- Ding Dong (Ding Dong) - Luciana Abreu
- Sem Ti Vivo no Escuro (Te Siento) - Luciana Abreu
- Eu Posso, Tu Também (Vos Podes) - Luciana Abreu
- Tu Vais Voltar (Un Enorme Drágon) - Luciana Abreu
- Que Esconde o Conde? (Que Esconde el Conde?) - Miguel Dias
- Flor Amarela (Flores Amarillas) - Luciana Abreu
- Caprichos (Caprichos) - Vanessa
- Faixa Bónus Multimédia Floribella (genérico da novela)

## Videojogo
Em 26 de novembro de 2007 foi lançado um videojogo baseado em Floribella, lançado pela Move Interactive em parceria com a SIC. O jogo foi lançado exclusivamente em Portugal, para Windows, após o final da segunda temporada.
O jogo de plataformas possui três níveis diferentes (jardim, mansão, palácio), podendo ser jogado ou com a Flor ou com o Conde Máximo. É possível alterar o guarda-roupa das personagens, apanhar colecionáveis e derrotar inimigos. O jogo é semelhante ao título Pandemonium.